# 白花西南鸢尾
白花西南鸢尾（学名：Iris bulleyana f. alba）为鸢尾科鸢尾属西南鸢尾下的一个变型。

## 扩展阅读
- 維基物種上的相關：白花西南鸢尾